# Purwodadi
Purwodadi est une ville indonésienne située au centre de l’île de Java dans la province de kabupaten de Grobogan.

## Démographie
Cette ville compte plus de 167 000 habitants.